# Чёрная (нижний приток Камы)
Чёрная — небольшая река в Камбарском районе Удмуртии, левый приток Камы.
Река берёт начало на северо-востоке от села Кама, среди тайги. Течёт на запад и юго-запад, впадает в реку Кама между сёлами Шолья и Кама. Длина реки — 10 км. Река неширокая, берега невысокие, поросшие лесом. В верховьях пересыхает.
Около устья реки расположен населённый пункт Чёрная Речка (дома 1164 км), где через реки перекинуты автомобильный и железнодорожный мосты.